# Naama Bay
Naama Bay (pol. Zatoka Naama) – luksusowa dzielnica kurortu Szarm el-Szejk oraz mała zatoka Morza Czerwonego w południowej części półwyspu Synaj w muhafazie Synaj Południowy w Egipcie, nad Riwierze Morza Czerwonego. Znajduje się tutaj plaża z dostępem do miejsc nurkowych na rafie koralowej. W dzielnicy znajduje się baza międzynarodowych obserwatorów MFO (Multinational Force & Observers), którzy mają obowiązek kontrolować półwysep Synaj, podzielony na zdemilitaryzowane pasy z posterunków oznakowanymi pomarańczowymi flagami.
Ta wcześniejsza mała osada rozrosła się w wielką reprezentacyjną dzielnicę miasta. Izraelczycy okupujący te tereny wybudowali pod koniec lat 70. XX w. pierwsze hotele. Najstarszym z nich jest Helnan Marina Sharm, znajdujący się przy południowym krańcu zatoki, w głównym pasie zabudowy przy plaży.

## Zamachy bombowe w Naama Bay w 2005
23 lipca 2005 w mieście doszło do zamachów bombowych, w wyniku których zginęły 64 osoby (niepotwierdzone szacunki sugerują, że mogło to być nawet 88 osób), a około 200 zostało rannych. Pierwsza bomba wybuchła o 1:15 lokalnego czasu (22:15 GMT), była ona umieszczona na Starym Rynku (Old Market). Kilka minut później następny wybuch wstrząsnął hotelem Ghazala Gardens, czterogwiazdkowym, ekskluzywnym, ze 176 pokojami, położonym nad zatoką Naama, w dzielnicy Naama Bay, położonej przy plaży. Według świadków hotel został zniszczony. Wybuchy były silne, szyby pękały nawet kilka kilometrów od miejsca ataku. Ludzie widzieli ogień i dym na miejscu eksplozji. Zamachowiec podjechał samochodem pod wejście hotelu Ghazzala Gardens, natomiast samochód-pułapka eksplodował na parkingu hotelu Moevenpick.

## Galeria

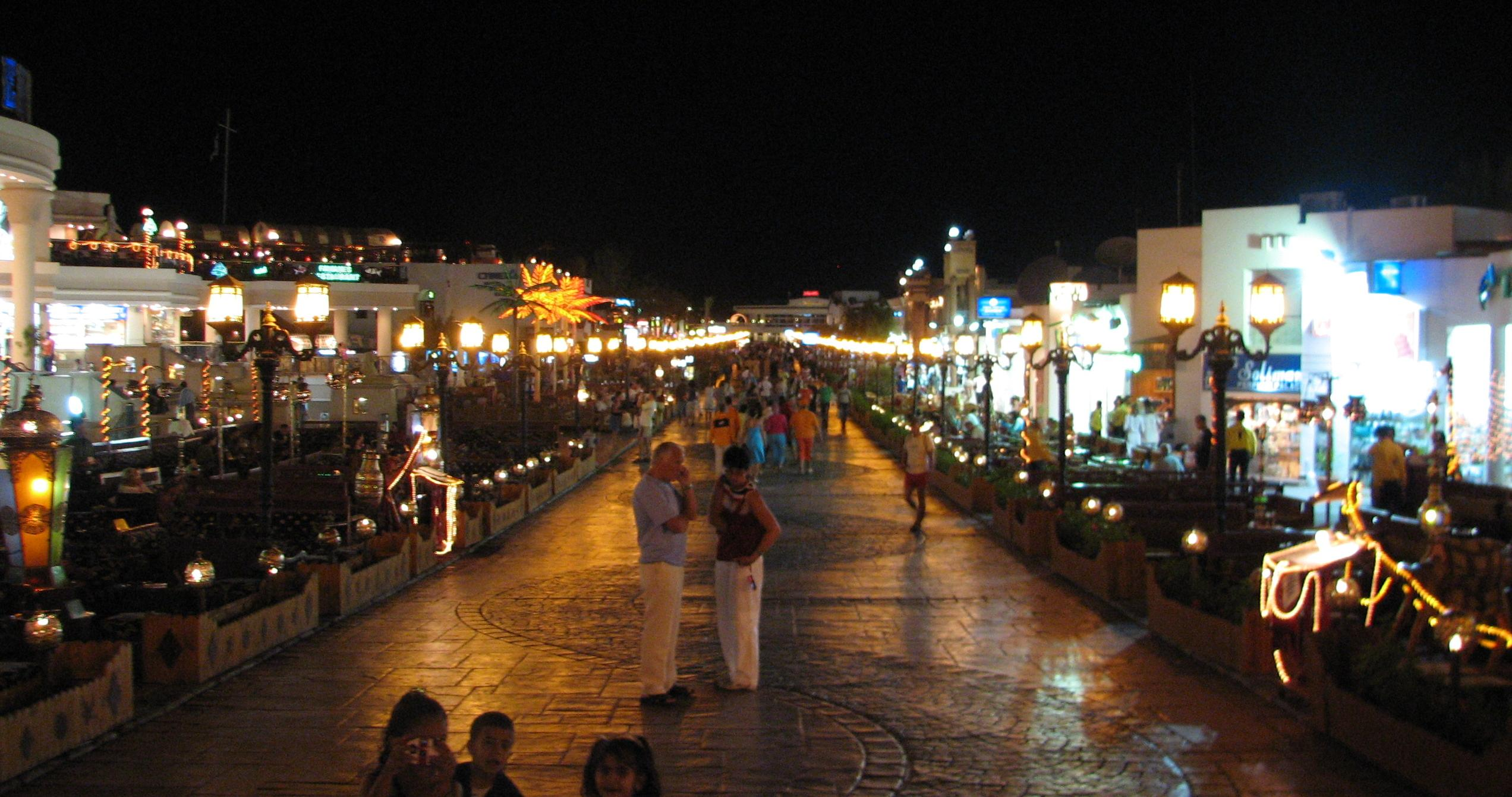
Jedna z uliczek dzielnicy miasta Szarm el-Szejk – Na'ama Bay
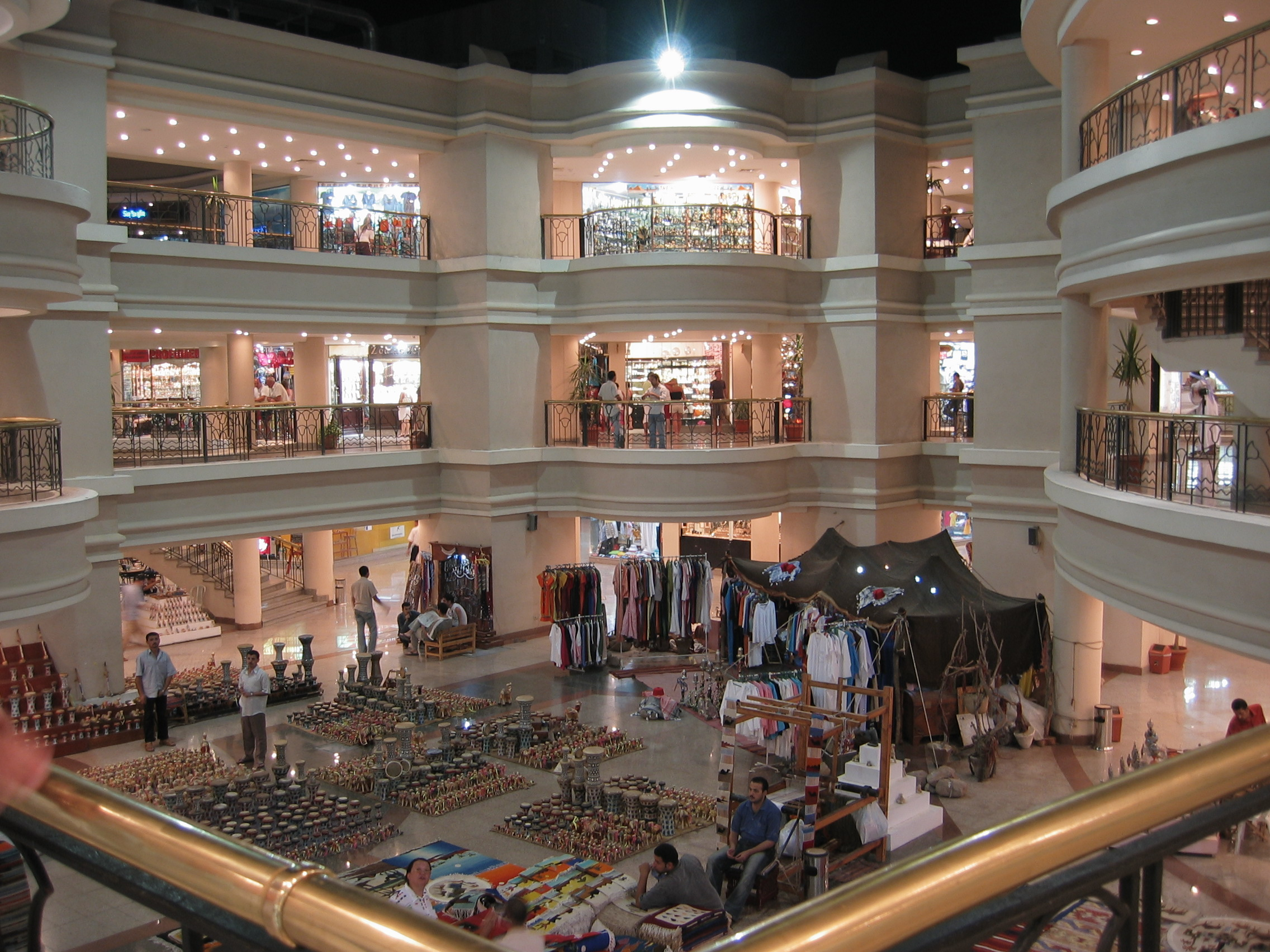
Centrum Handlowe w dzielnicy Naama Bay
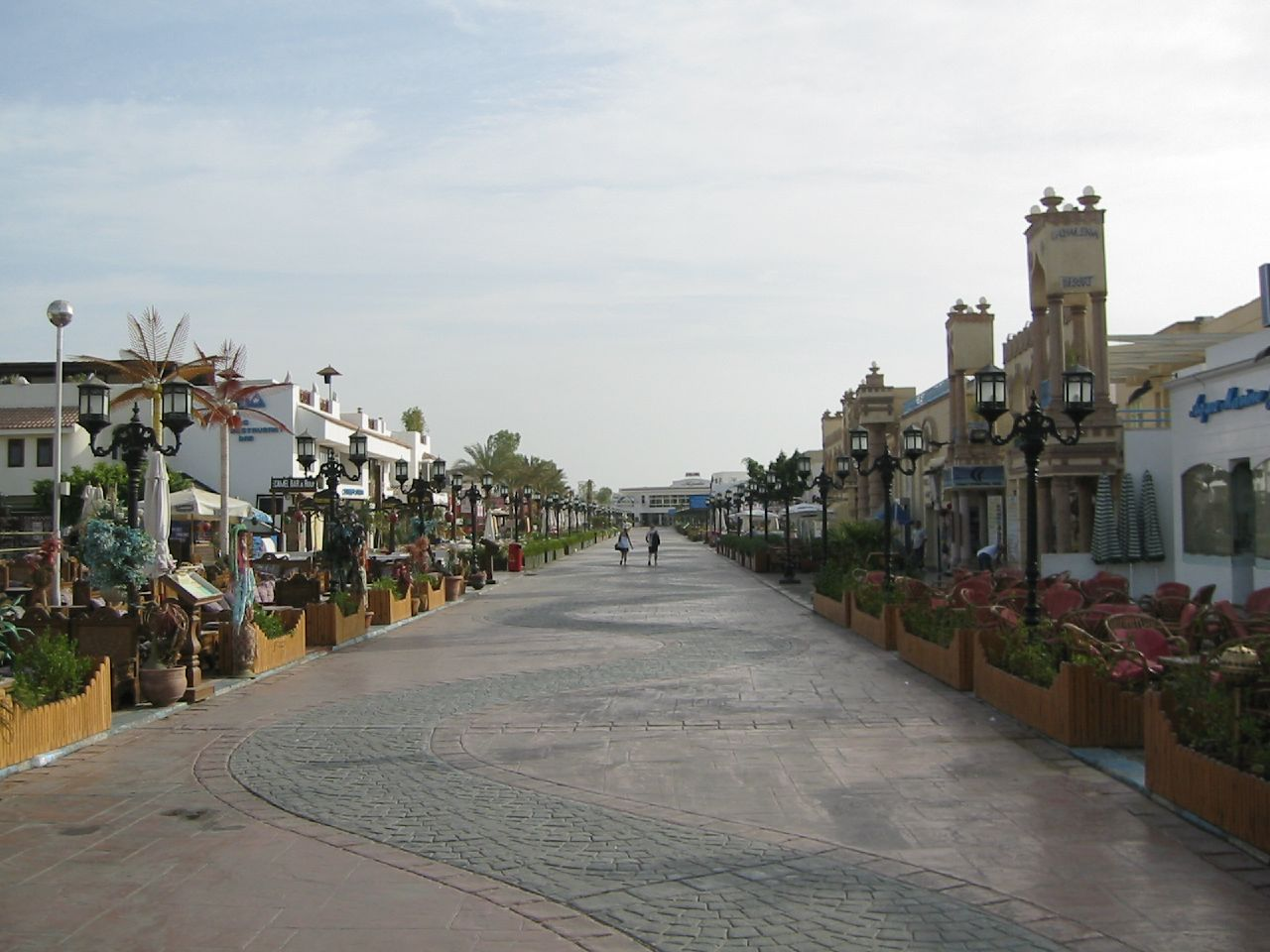
Deptak (centrum gastronomiczno-rozrywkowo-handlowe) w Naama Bay
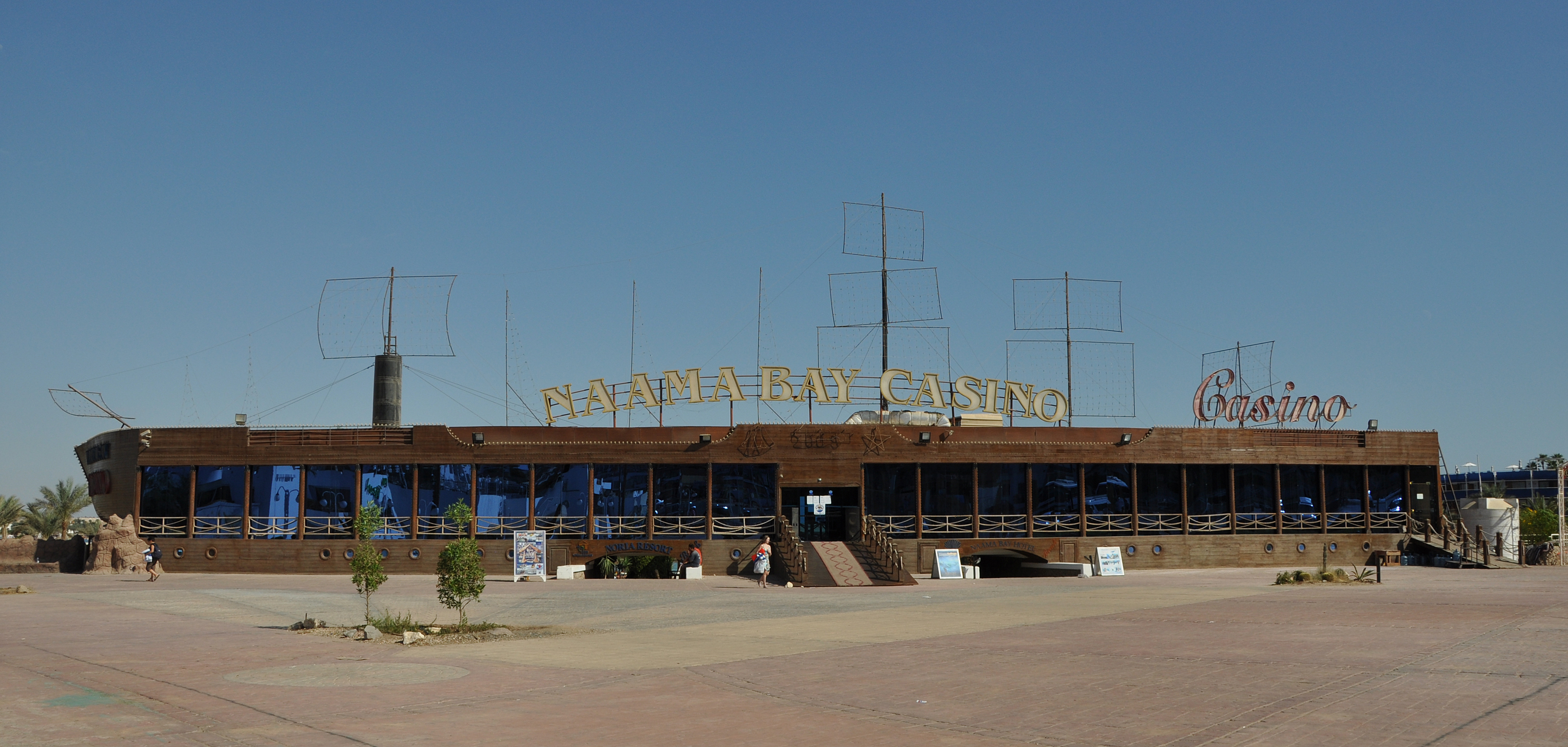
Kasyno w Naama Bay
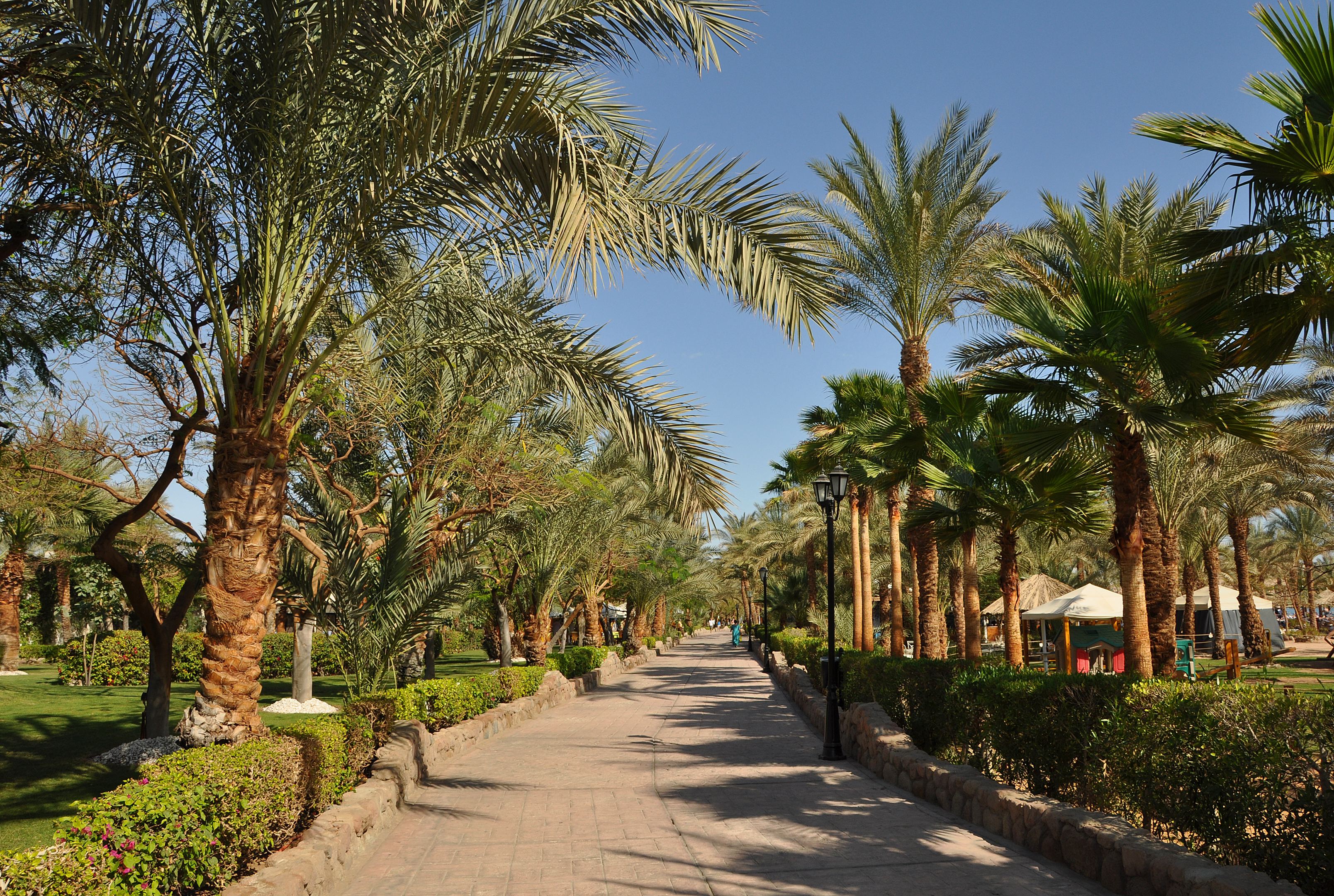
Promenada w Naama Bay
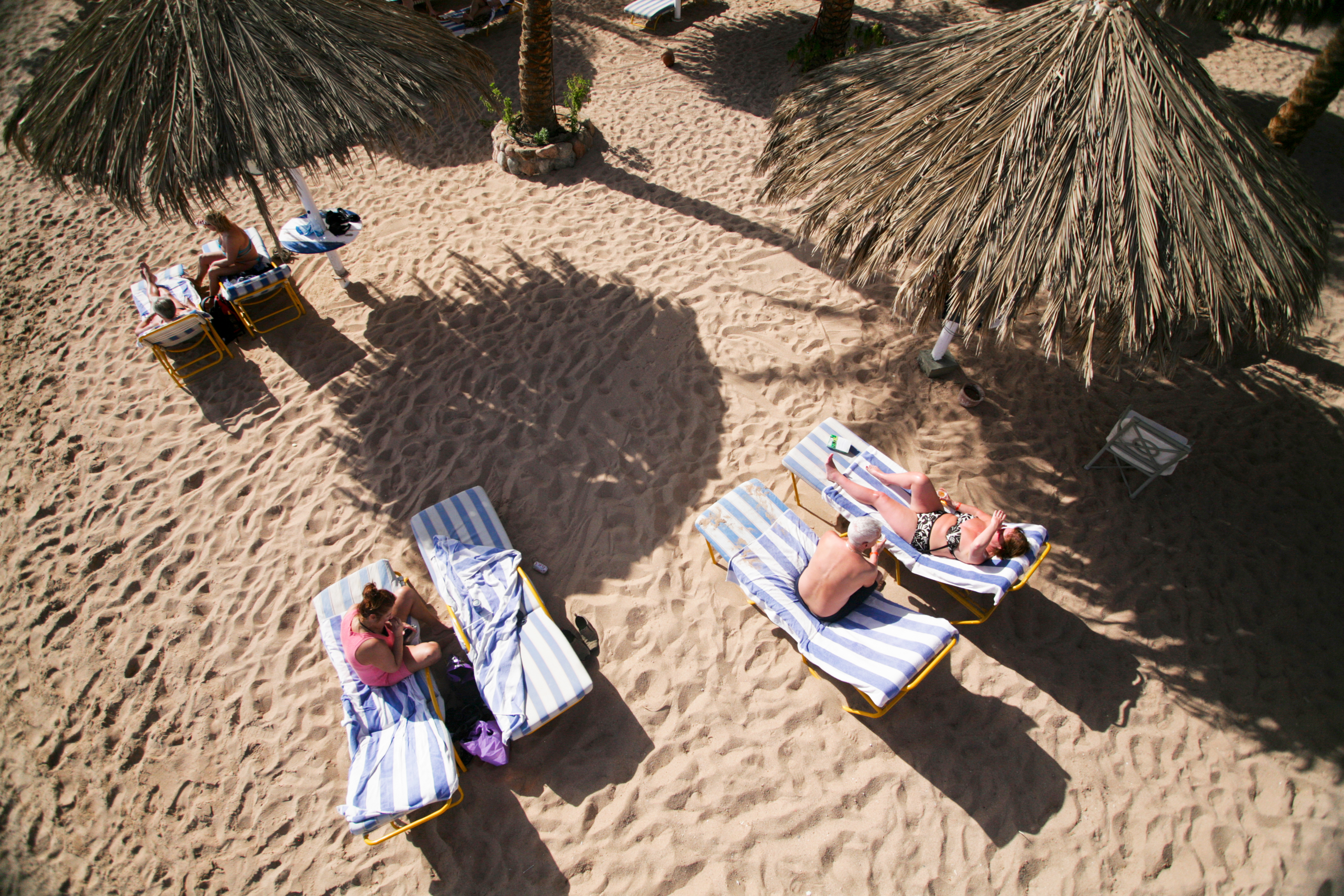
Na jednej z hotelowych plaż w Naama Bay